# أنطونيو غوميز
أنطونيو غوميز (بالإسبانية: Antonio Gómez Pérez)‏ (1 أغسطس 1973 مدريد إسبانيا - ) هو لاعب كرة قدم إسباني يلعب كلاعب وسط.